# 稲川政右エ門 (1871年生)
稲川 政右衛門（いながわ まさえもん、明治4年8月23日（1871年10月20日） - 大正5年（1916年）2月17日）は、群馬県高崎市出身で稲川部屋→浦風部屋→高砂部屋に所属した大相撲力士。本名は吉井→松本 貞四郎。身長167cm、体重110kg。最高位は関脇。

## 人物
ずんぐりとした体からの突き押しを武器に上位陣を苦しめた。稲川門人だった角界入り当初は、弱く期待もされていなかったが、努力を積み重ねて入幕。1900年（明治33年）1月場所には8勝1敗と優勝相当の成績を残している。1901年～1906年頃には上位に定着し関脇5場所を務めている。1901年5月大関梅ノ谷と引分、1902年1月大砲に勝利、晩年の1907年5月にも横綱梅ヶ谷に勝利している。1909年1月、9戦全敗し両国国技館開館を前に引退。年寄・5代稲川を襲名。1916年2月死去。

## 略歴
- 1888年（明治21年）5月 初土俵を踏む(序ノ口)[1]。
- 1896年（明治29年）5月 新十両。
- 1898年（明治31年）5月 新入幕[1]。
- 1901年（明治34年）5月 関脇に昇進。
- 1910年（明治42年）1月 引退[1]。

## 成績
- 番付在位場所数：42場所
- 通算成績：96勝86敗45休25分5預（便宜上幕内と十両の合計を表示。他に幕下在位時の対十両戦の2勝0敗1預がある。）
- 十両在位：4場所
- 十両成績：20勝14敗3分
- 幕内在位：22場所
- 幕内成績：76勝72敗45休22分5預
- 優勝相当成績：1回

### 場所別成績
| 1888年 （明治21年） | x                             | 東序ノ口32枚目 –                 |
| 1889年 （明治22年） | 東序ノ口8枚目 –               | 東序ノ口3枚目 –                  |
| 1890年 （明治23年） | 東序二段29枚目 –              | 東序二段15枚目 –                 |
| 1891年 （明治24年） | 東序二段18枚目 –              | 東三段目20枚目 –                 |
| 1892年 （明治25年） | 東三段目7枚目 –               | 東三段目18枚目 –                 |
| 1893年 （明治26年） | 東三段目2枚目 –               | 東幕下37枚目 –                   |
| 1894年 （明治27年） | 東幕下29枚目 –                | 東幕下9枚目 1–0 1預 （対十両戦） |
| 1895年 （明治28年） | 東幕下11枚目 1–0 （対十両戦） | 東幕下3枚目 –                    |
| 1896年 （明治29年） | 東幕下7枚目 –                 | 西十両7枚目 2–6                  |
| 1897年 （明治30年） | 東十両10枚目 5–4              | 西十両5枚目 7–2 1分              |
| 1898年 （明治31年） | 東十両筆頭 6–2 2分            | 東前頭13枚目 3–4–1 1分1預        |
| 1899年 （明治32年） | 東前頭12枚目 4–4–1 1分        | 東前頭8枚目 4–3–1 2分            |
| 1900年 （明治33年） | 東前頭5枚目 8–1–1             | 東前頭2枚目 3–4–1 1分1預         |
| 1901年 （明治34年） | 東前頭2枚目 5–3–1 1分         | 西関脇 3–3–1 1分2預              |
| 1902年 （明治35年） | 西小結 6–2–1 1預              | 西関脇 6–2–1 1分                 |
| 1903年 （明治36年） | 西関脇 4–4–1 1分              | 西前頭筆頭 5–2–2 1分             |
| 1904年 （明治37年） | 西関脇 3–6–1                  | 西関脇 0–0–10                    |
| 1905年 （明治38年） | 西前頭筆頭 2–6–1 1分          | 西前頭2枚目 2–2–5 1分            |
| 1906年 （明治39年） | 西前頭筆頭 2–6–1 1分          | 西前頭5枚目 2–0–6 2分            |
| 1907年 （明治40年） | 西前頭4枚目 3–3–1 3分         | 西前頭3枚目 3–4–1 2分            |
| 1908年 （明治41年） | 西前頭8枚目 2–1–5 2分         | 西前頭14枚目 6–3–1               |
| 1909年 （明治42年） | 西前頭4枚目 引退 0–9–1        | x                                |
| 各欄の数字は、「勝ち-負け-休場」を示す。 優勝 引退 休場 十両 幕下 三賞：敢=敢闘賞、殊=殊勲賞、技=技能賞 その他：★=金星 番付階級：幕内 - 十両 - 幕下 - 三段目 - 序二段 - 序ノ口 幕内序列：横綱 - 大関 - 関脇 - 小結 - 前頭（「#数字」は各位内の序列） |                               |                                  |

- この時代は、幕内力士は千秋楽（10日目）には取組が組まれず、出場しないのが常態であったので、各場所の1休はそれに該当するものであり、実質的には9日間で皆勤である。
- 幕下以下の地位は小島貞二コレクションの番付実物画像による。

## 改名歴
- 豊岡 貞四郎 （とよおか ていしろう） - 1888年5月場所 - 1890年1月場所
- 玉風 貞四郎 （たまかぜ ていしろう） - 1890年5月場所 - 1898年5月場所
- 稲川 政右エ門 （いながわ まさえもん） - 1899年1月場所 - 1909年1月場所

## 肖像写真
写真家で日本の近現代写真研究家である谷口雅彦氏所有の、写真師・東京新橋江木写真館の成田常吉撮影の鶏卵紙プリントが存在している。写真には、大阪毎日新聞社から贈られた化粧まわしを締めた稲川が写っている。

## 墓
群馬県高崎市の常安寺に建立されている。